# Fight Fire with Fire
"Fight Fire with Fire" är en låt av heavy metal bandet Metallica. Låten släpptes som den första låten på albumet Ride the Lightning 1984.
"Fight Fire With Fire" handlar om hur kärnvapenkrig kan leda till jordens undergång.
Låten har gjorts cover på av flera band som polska Vader, finska cello-metalbandet Apocalyptica och svenska symphonic metal-bandet Therion.